# Ишанов, Кемал
Кемал Ишанов (1911—1948) — туркменский советский писатель и поэт. Заслуженный поэт Республики (1939). Член Союза писателей СССР (1934). Делегат от Туркменской ССР на Первом съезде писателей СССР, в 1937—1941 годах — председатель правления Союза писателей Туркменистана.

## Биография
Родился в 1911 году в Хивинском ханстве (в Куня-Ургенчском районе), в бедной дейханской семье, рано остался сиротой и с 1925 года учился и жил в интернате в Куня-Ургенче.
В 1927—1930 годах в Чарджоу учился в Чарджоуском педагогическом техникуме, затем работал учителем.
В 1933 году был призван на срочную службу в ряды Красной Армии.
После демобилизации приехал в Ашхабад, работал в редакциях газет «Кизыл-Кошун» и «Совет Туркменистаны».
В 1934 году от Туркменской ССР был делегатом на Первом съезде писателей СССР, став одним из первых членов Союза писателей СССР.
В 1937—1941 годах — председатель правления Союза советских писателей Туркменистана. Заслуженный поэт Республики (1939). Член ВКП(б) с 1939 года.
Участник Великой Отечественной войны с 1941 года. Воевал на Северо-Западном, Западном и 2-м Украинском фронтах. Гвардии старший лейтенант, командир стрелковой роты 14-го гвардейского воздушно-десантного стрелкового полка 6-й гвардейской воздушно-десантной дивизии. Награждён орденами Отечественной войны I степени (1944) и Красной Звезды (1944) и медалями.

В боях за д. Коровичино 3.3.1943 с бойцами в количестве 10 чел. получил задачу взять мост, имевший большое тактическое значение. Внезапно атаковав противника уничтожил две пулемётные точки и противотанковое орудие, своевеменно выполнил поставленную задачу.— из наградного листа на Орден Отечественной войны I степени, 1944 год
Демобилизован в январе 1946 года, вернулся в Ашхабад.
Трагически погиб во время Ашхабадского землетрясения в 1948 году.

## Творчество
Находясь на срочной службе начал писать очерки о красноармейской жизни, этой теме оставался верен и в дальнейшем.
Автор пьесы «Красноармеец» (1940), сборников стихов «Красная звезда» (1939), «Письма с фронта» (1947), повести для детей «Молодой патриот» (1947).
Также автор рассказа «Счастливая старость» (рассказ о Сталинской Конституции), стихов «Гуль-Эдже», «Папанинцы», «Шота» и других.
Некоторые издания на туркменском языке:
- За Родину! Стихи и рассказы / Предисл. Р. Алиева. — Ашхабад, Туркменгосиздат, 1954. — 159 с.
- Юный патриот. Повесть / Илл: А. Оразгелдиев. — Ашхабад, Туркменгосиздат, 1960.